# Biserica de lemn din Ungureni, Dâmbovița
Biserica de lemn din Ungureni, Dâmbovița este un monument istoric aflat pe teritoriul satului Ungureni, comuna Dragomirești. În Repertoriul Arheologic Național, monumentul apare cu codul 67461.01.01.